# グリコール

一般的なジオールの一つ、エチレングリコール

ジオール (diol) とは、2つのヒドロキシ基 (–OH) を持つ二価アルコールの総称で、脂肪族ジオールはグリコール（glycol）とも呼ばれる。

## 性質
分子量の小さなグリコール類は常温常圧で無色液体だが、一般のアルコールに比べて、分子量の割に融点や粘度が高いという性質を持っている。これはヒドロキシ基を介する水素結合が多いため、分子間力が強い事に起因している。また、一般のアルコールと比べて、ヒドロキシ基が多い分だけ、水溶性が増す傾向にある。
なお、グリコールの語源はギリシャ語の "glykeros"（甘い）であり、語源が示すように多くのグリコールは、口にすると甘味を感ずる。ただし、エチレングリコールはヒトに対して毒性を有するので、注意が必要である。

## 製法

### 工業的製法
隣接した炭素に1つずつヒドロキシ基を有するグリコールを工業的に合成する場合は、アルケンを酸化してオキシラン（エポキシド）にしてから、酸性条件下においてH2O を反応させる事によって、開環させて合成する

。
つまり、オキシランの加水分解である。

### 実験室での少量合成
隣接した炭素に1つずつヒドロキシ基を有するグリコールを実験室で合成する場合には、アルケンを四酸化オスミウムで酸化するか、アルケンを冷却しながら塩基性条件下で過マンガン酸カリウムと反応させてジオールを得る

。
参考までに、四酸化オスミウムや過マンガン酸カリウムを用いた場合、反応機構はシン付加なので、もし、この反応を環状のアルケンに対して行った場合には、2つのヒドロキシ基はシス体の位置に付加する

。
なお、過マンガン酸カリウムを用いる場合は、充分に冷却しながら反応させないと、グリコールでは酸化が止まらずに、C=Cの2重結合が開裂し、開裂した部分がカルボキシ基にまで酸化されてしまう場合がある

。
ちなみに、もしC=Cの2重結合が開裂した際に、このC=Cの2重結合の片側の炭素に、2つの炭素が結合していた場合には、カルボキシ基にはならず、ケトンになる

。
これは環状のアルケンのC=Cの2重結合を、この方法で開裂させた場合も同様である

。

## 用途
単独のグリコールとしては、不凍液、流体の可視化用トレーサなどに用いられている。また、合成原料の1つとして、合成樹脂・繊維、溶剤、界面活性剤、食品添加物、医薬品の合成に用いる場合がある。さらに、保湿剤として、シャンプー、化粧品などに混合して使われる場合がある。

## 代表的なグリコール類
- エチレングリコール HOCH2CH2OH
- プロピレングリコール HOCH2CH(OH)CH3
- ジエチレングリコール HOCH2CH2OCH2CH2OH